# Tumbes (település)
Tumbes a perui Tumbes megye székhelye.

## Földrajz
Tumbes az ország északkeleti részén, a Csendes-óceán partjától 6–8 kilométer távolságra fekszik egy viszonylag sík területen, bár területe dél felé lassan emelkedik. Folyója a Tumbes, valamint áthalad rajta a Pánamerikai főútvonal is. A Guayaquili-öböl meleg tengeráramlata miatt éghajlata szemi-trópusi: a decembertől áprilisig tartó nyár során a hőmérséklet elérheti a 40 °C-ot is, a júniustól szeptemberig tartó tél idején pedig 18 °C-ig is süllyedhet. Az év nagy részében az éjjeli 22 °C és a nappali 30 °C között ingadozik a hőmérséklet.

## Története
Nevének eredetére többféle magyarázat is van. Az egyik szerint a spanyolok megérkezése előtt itt élő népet tumpis néven ismerték, egy másik szerint a környéken abban az időben bőségesen termő tumbo nyelvű gyümölcs többesszámából (tumbos) alakulhatott ki, egy harmadik viszont azt mondja, hogy egy Tumbi nevű kacika fia (Quitombe) alapította a várost, és innen származik ez a szó. Olyan elképzelés is létezik, hogy a tumpi vagy tumbi az őslakók kurakái által használt bot neve volt, és olyan is, hogy a spanyolok által használt szakállas puskák dörgését utánzó hangutázó szóból alakult ki ez a név.
A terület őslakói kiváló hajósok voltak, mezőgazdasággal, vadászattal és kereskedelemmel is foglalkoztak, valamint híresek voltak kagylóhéjból készült faragványaikról. Később a terület a csimuk birodalmához tartozott, majd Pachacútec idején az inkák egészen idáig terjesztették ki fennhatóságukat. A spanyolok 1532-ben érkeztek meg, akik uralma egészen 1821-ig tartott: ekkor, január 7-én Tumbes volt az első város, amely kinyilvánította a függetlenséget.

## Turizmus, látnivalók
A város legfontosabb műemléke a 17. században épült Tolentinói Szent Miklós-székesegyház. Ez a templom a felújított főtér mellett áll, ugyanúgy, mint a városháza, a könyvtár, valamint több nagy ház és vendéglő. A teret a helyiek által matacojudónak nevezett kolbászfák árnyékolják. A tér közelében, a város szélén folyik el a Tumbes folyó, amelynek partjára egy fedett sétányt építettek, tetején kilátóval.